# NGC 3398
NGC 3398 في الفهرس العام الجديد، هي مجرة، تقع في كوكبة الدب الأكبر. اكتشفت في 17 أبريل 1789 بواسطة ويليام هيرشل.

## روابط خارجية
- NGC 3398 على موقع ويكي سكاي: DSS2, SDSS, GALEX, IRAS, Hydrogen α, X-Ray, Astrophoto, Sky Map, Articles and images